# Goleta Ancud

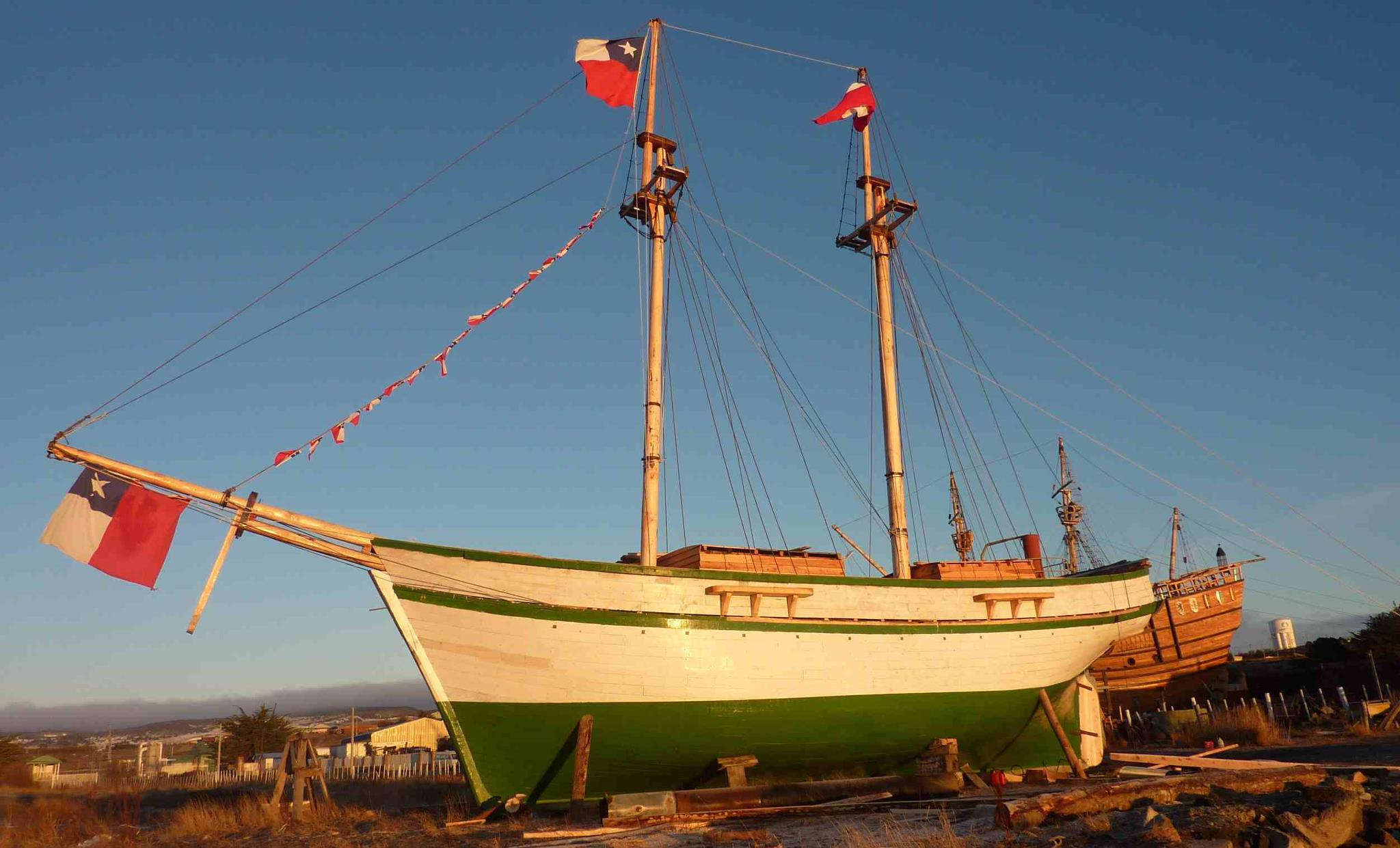
Réplica de la goleta Ancud en el Museo Nao Victoria de Punta Arenas

La goleta Ancud fue una nave de guerra construida en Ancud, al norte de la Isla Grande de Chiloé, Chile en 1843.
Fue construida específicamente para trasladar la expedición chilena que tomó posesión efectiva del estrecho de Magallanes y lo ocupó militarmente al erigir en su ribera el asentamiento de Fuerte Bulnes.

## Construcción y puesta en servicio

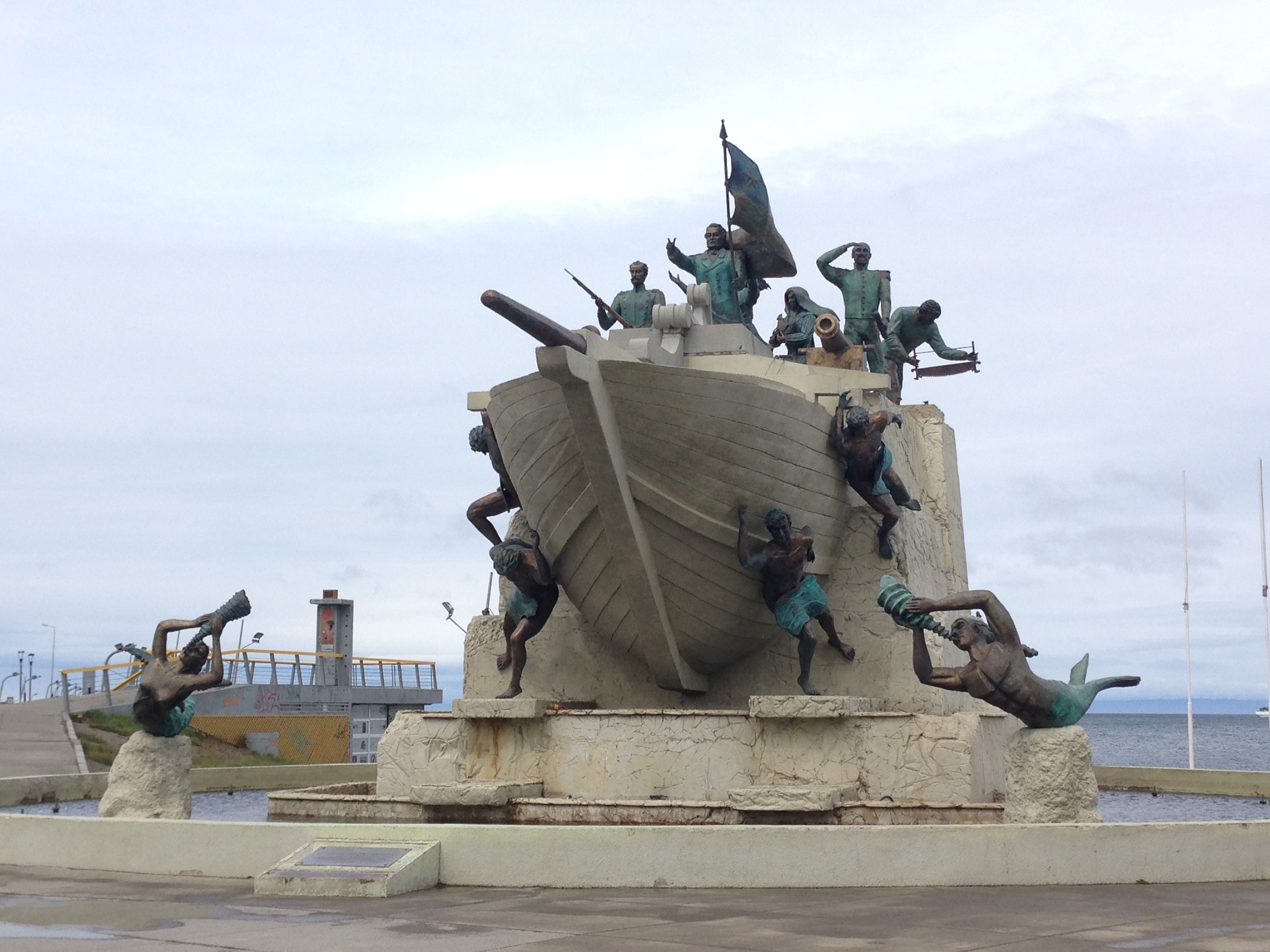
Monumento a los tripulantes de la Goleta Ancud, Punta Arenas.

Las autoridades de Chile consideraban al Estrecho de Magallanes un área de importancia estratégica, cuya soberanía era necesario ejercer de modo efectivo. Estos territorios estaban incluidos nominalmente como parte de Chile desde la Constitución de 1822, pero fue a fines de 1842, durante el gobierno de Manuel Bulnes Prieto, que se le encomendó al Contador de Marina Domingo Espiñeira, en calidad de Intendente de la Provincia de Chiloé, la tarea de organizar una expedición a la zona. Espiñeira trató de conseguir una nave adecuada para la misión, pero no le fue posible encontrar ninguna que cumpliera los requerimientos de un viaje de la clase que se iba a realizar y ordenó que se iniciara la construcción de una.
Las obras estuvieron a cargo del Capitán de Puerto de Ancud, John Williams Wilson, quien era padre de Juan Williams Rebolledo, futuro Comandantes en Jefe de la Escuadra durante la primera parte de la Guerra del Pacífico. Se construyó en los astilleros de Ancud, capital de la Provincia de Chiloé en aquella época, con maderas y mano de obra local. Estuvo lista a fines de marzo y zarpó en mayo de 1843.
Su nombre original era "Presidente Bulnes", pero Manuel Bulnes no aceptó tal denominación y se la rebautizó como "Ancud" en honor a su puerto de origen. Su construcción tuvo un costo de $1.457.11/2 reales.

## Características generales
Era una goleta de dos mástiles con casco de madera, que desplazaba 27 ton y estaba armada con cuatro cañones de 40 lbs. Sus dimensiones principales eran 15,84 m de eslora (largo), 3,80 m de manga (ancho) y 2,78 m de puntal (alto). Llevaba como instrumento de navegación una sola brújula.

## Viaje a Magallanes
La goleta Ancud zarpó del puerto de Ancud el 22 de mayo de 1843. Los tripulantes llevaban consigo víveres estimados para vivir unos siete meses y materiales para el viaje y la puesta en marcha de la colonia que pretendían fundar.

### Tripulación y provisiones
A bordo iban 23 tripulantes, de los cuales, alrededor de la mitad iba a Magallanes con la misión de quedarse en el asentamiento permanente que se creara:
- Juan Guillermos chilenizado del original inglés John Williams Wilson, Capitán de Fragata Graduado, Comandante de la nave.
- Jorge Mabón, piloto 2º asimilado a la Armada.
- Eusebio Pizarro, sargento 2º de Artillería - Graduado.
- Manuel González Hidalgo, teniente de Artillería.
- José Hidalgo, cabo de Artillería.
- Alvarado, Lorenzo Arro, Ricardo Didimus, Remigio González, Carlos Miller, Jerónimo Ruiz, José Santa Ana, José Víctor, Horacio Luis Williams y José María Yáñez, marineros.
- Cipriano Jara, Pascual Riquelme, Lorenzo Soto, Valentín Vidal y Manuel Villegas, artilleros.
- Venancia Elgueta, esposa de Jara, e Ignacia López, esposa de Vidal.
- Bernardo Philippi, sargento mayor de Ingenieros y naturalista prusiano.

Sobre la cubierta iban los animales de granja para reproducirlos en tierras patagónicas, se trataba de una pareja de chivos, dos cerdos, tres perros y unas pocas gallinas.

### Viaje hasta Puerto Americano
Primero se dirigieron al mar interior de Chiloé a través del canal de Chacao. El 25 de mayo llegaron a Curaco de Vélez y allí se les unió un irlandés inmigrante, Karl Miller Norton, un cazador de chungungos que fue aceptado con el puesto de práctico de canales.
Llevaban consigo dos chalupas, pero perdieron una de ellas durante unas marejadas que enfrentaron al sur de Queitao, en el archipiélago de las Guaitecas. Recalaron en un lugar llamado Puerto Americano o Tangbac, en donde también estaban fondeadas dos naves estadounidenses: la goleta Betzei y el bergantín Enterprise, ambas dedicadas a la caza de lobos marinos. Williams intentó sin resultado comprarle al capitán del Enterprise una chalupa y las cartas náuticas levantadas por Robert Fitz Roy, pero solo obtuvo una negativa para lo primero y permiso para copiar las segundas. Permanecieron en Puerto Americano hasta el 3 de julio dedicados a construir una chalupa y mientras tanto, el naturalista Bernardo Philippi se encargaba de copiar las cartas. Durante esos días, se unió a la tripulación el lobero Juan Yate, quien actuaría como práctico para el cruce del canal Moraleda y los guiaría hasta el final del archipiélago de los Chonos.

### Regreso a Puerto Americano
El 26 de julio intentaron pasar la península de Taitao, pero el mal tiempo, sumado a una avería del timón y una grieta a estribor los hizo retroceder y buscar refugio nuevamente en Puerto Americano, al que llegaron el 2 de agosto. Al día siguiente se envió a Miller, Philippi y cinco hombres más en un bote de regreso a Chiloé con la orden de llegar a Dalcahue, a unos 300 km de distancia, y desde allí viajar por tierra unos 80 km hasta Ancud para conseguir víveres, reparar la pieza del timón e informar al intendente de su travesía. Volvieron 23 días más tarde junto con una lancha que transportaba las provisiones.
Por un incidente de contrabando con lanchas chilotas, Williams ordenó al capitán del Enterprise que retirara su nave del puerto. Como no obedeciera, el día siguiente fueron embargadas las chalupas del bergantín y Williams amenazó con hacer fuego sobre ellos si no hacían caso de la orden. El Enterprise se retiró de Puerto Americano hacía una playa cercana y al día siguiente, cuando la goleta Ancud había zarpado para continuar su viaje, se notificó a los estadounidenses que de volver a encontrarlos en un lugar sin autoridades chilenas, se confiscaría el barco.

### Viaje al Estrecho de Magallanes
Continuaron al sur, doblando con éxito la península Tres Montes y atravesando el canal Messier. A lo largo de todo el viaje, fueron bautizando los accidentes geográficos que encontraban y que no aparecían con nombre en sus mapas.
El 11 vieron humaredas de un asentamiento indígena (posiblemente alacalufe) y fueron seguidos por dos embarcaciones que eran impulsadas a vela y remo.

En la embarcacion de dos velas iban 12 hombres bogando con los remos i gobernando con ellos: eran mui semejantes a los piraguas de Calbuco, elevados de popa i proa, con mucho lanzamiento i andan mui bien. - Juan Williams. 1843. Diario de la Goleta Ancud, en la publicación de Nicolás Anrique de 1901

 Williams deseaba ser alcanzado por las canoas para enterarse del origen del género de las velas (que sospechaba obtenido del naufragio de la fragata francesa Dolphin) y por ello las esperaron después de cruzar la Angostura Inglesa, pero la pérdida de tiempo que estaba resultando de su empeño lo hizo desistir y siguió adelante.
Al llegar a la punta Santa Ana, ya en el Estrecho, divisaron un asta de bandera y al ir a investigar encontraron un barril enterrado con un documento que dejaba testimonio de que las embarcaciones Chile y Perú eran los primeros barcos de vapor en pasar del Atlántico al Pacífico por el estrecho de Magallanes.

### Toma de posesión
Ese mismo día, 21 de septiembre de 1843, a las dos de la tarde todos los tripulantes de la goleta bajaron a tierra y se tomó posesión formal del territorio circundante en nombre de Chile. Levantó el acta el sargento 2º Eusebio Pizarro y luego de izar la bandera dispararon 21 cañonazos.
A la mañana siguiente fondeó cerca de allí la Phaéton, fragata de vapor de la Marina francesa, que se dirigía a Talcahuano en busca de carbón de piedra. Durante su estadía, celebraron una misa en tierra e izaron la bandera francesa sobre su tienda, esto último motivó una queja formal de Williams al capitán Maissin, por considerarlo atentatorio contra la soberanía chilena. Maissin le respondió que no tenía ninguna intención de hacer tal cosa y que, como hasta entonces esos territorios no había pertenecido formalmente a ningún estado, era la costumbre que los marineros izaran sus banderas momentáneamente en tierra y que él había interpretado del mismo modo la presencia del pabellón chileno sobre la punta Santa Ana. Durante los días anteriores a ese incidente, las relaciones entre ambas tripulaciones fueron cordiales y luego de las aclaraciones del caso, se dio por superada la cuestión e incluso el oficio al Ministro del Interior fue enviado por intermedio de la Phaéton.

### Exploración hacia el este
Antes de salir a reconocer el terreno hacia el este, el 26 de septiembre dejaron en Santa Ana un letrero grabado con las frases "República de Chile" y "¡Viva Chile!". Su viaje de exploración no estuvo exento de dificultades, a causa de los cambios de tiempo y los temporales. Mientras reparaban algunas averías, un grupo de "patagones" levantó campamento frente a ellos y se establecieron relaciones amistosas entre ambos grupos. Trocaron tabaco, charqui y galleta por piezas de guanaco en más de una ocasión. Algunos indígenas subieron a la Ancud durante esos días, pero luego el capitán se lo prohibió porque pedían comida y existía el riesgo de mermar en exceso las provisiones de la nave. Los chilenos se retiraron de aquel lugar el 4, cuando ya había amainado el viento; siguieron viaje hacia el este, pero no encontraron otros aborígenes de quienes obtener carne de guanaco ni tampoco lugares con leña abundante y emprendieron el regreso al oeste.

## Réplicas

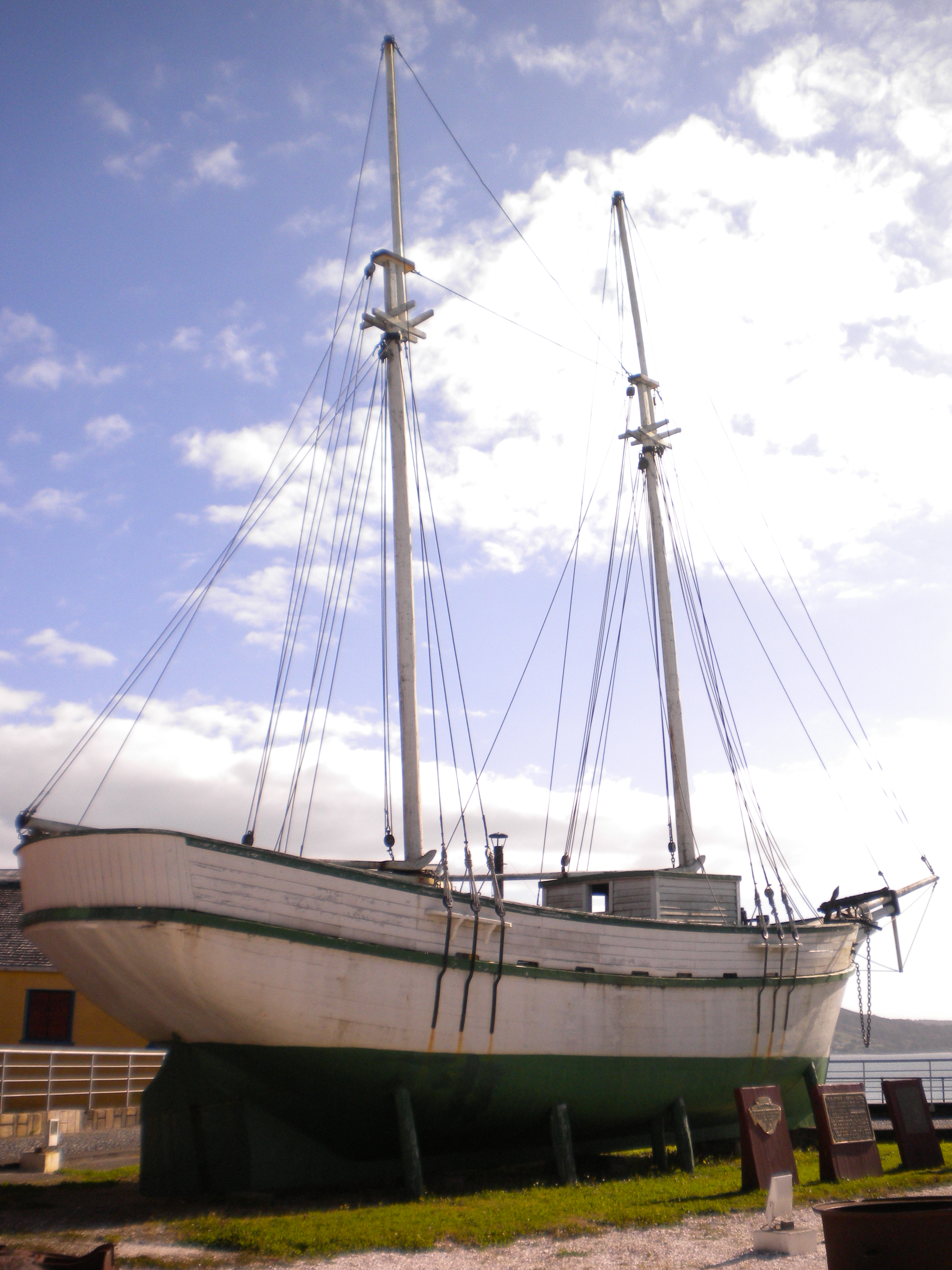
Réplica en el Museo Regional de Ancud.

Se han realizado tres réplicas de la goleta, dos por el Museo Regional de Ancud. La primera fue construida en la década de los 80s' e inaugurada por el dictador Augusto Pinochet en la misma ciudad de Ancud y una de forma particular. Una de ellas fue entregada a la comunidad de Ancud en el 164° aniversario del zarpe, el 22 de mayo de 2007, y se encuentra expuesta en el patio del Museo Regional de Ancud. Una replica después de casi un año de trabajo y mucho menos de los dos planeados al principio, se ha inaugurado en la ciudad de Punta Arenas y está abierta al público en el museo Museo Nao Victoria.
.
La dirección del Museo comunicó que se está planificando una reconstitución del viaje de la Goleta Ancud a la ciudad de Ancud en Chiloé.